# Terremoto de Sanjō de 1828

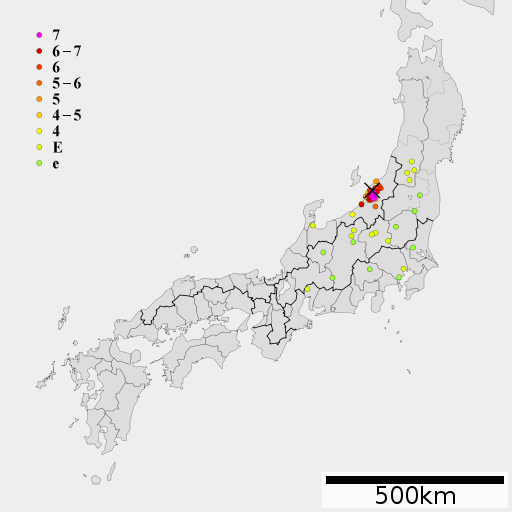
Esquema de intensidad del terremoto

El terremoto de Sanjō de 1828 ocurrió el 18 de diciembre de 1828 en Sanjō, Prefectura de Niigata en Japón. Según el informe oficial, 21.134 casas y edificios resultaron dañados y 1.204 de ellos se incendiaron. Hubo alrededor de 1.500 muertos.